# アミナ・フィラリ事件
アミナ・フィラリ事件（アミナ・フィラリじけん）とは、モロッコにおける性犯罪被害者が加害者との結婚後に自殺した事件。事件後に国内で法改正運動が起き、実際に刑法が改正された。

## 被害者について
アミナ・エル・フィラリ（アラビア語: أمينة الفيلالي, 1996年 - 2012年）は、モロッコのアライシュに住んでいた少女。15歳の時にある男性から強姦被害を受け、その後その男性との結婚を強要された結果2012年3月10日に服毒自殺を遂げた。当時のモロッコ刑法475条には強姦の犯人が被害者と結婚することで免責されるという項目が記載されており、この事件をきっかけに法律改正運動が起きた。2年間にわたる活動の結果2014年に修正475条が制定され、免責条項は削除された。
2013年には彼女の死に関するドキュメンタリー映像が製作され、その中で同じ街で同様の事件が過去に4件発生していたことが明らかとなった。

## 自殺直後の反応
家族の証言によると、彼女は10歳年上のムスタファ・フェラークとの結婚を強要され、2度もレイプされたことに絶望して自殺したのだという。当時家族内やまた男性側家族の証言が錯綜していたにもかかわらず、当時政府のスポークスマンを務めていた通信大臣ムスタファ・エル・カルフィは次のように述べた。「彼女は2度レイプされた。1度目は実際にレイプされた時、2度目は結婚を強要された時だ。我々はその状況を詳しく調べ、475条の改正可能性について議論する必要がある。この悲劇を無視してはいけない。」
この自殺が報道されるとモロッコ全土のみならず国外でも非常に大きな反応が生まれた。この際、特にソーシャルメディアを通じて怒りの声が多く表現された。例えばTwitter上にて#RIPAmina（安らかに眠れアミナ）というハッシュタグが拡散された。さらに現地のアライシュでは判決を下した裁判所前で抗議の座り込みが実施された。さらに国会議事堂前でもデモが行われ、「我々は皆アミナだ」「刑法475条が私を殺した」などのプラカードが掲げられた。また国際的なメディアも大々的に報道を行なった。抗議した人々はレイプ犯の処罰だけでなく時代遅れとなった法律の改正をより要求した。
これに対して与党公正発展党所属で法務大臣のムスタファ・ラミッドは、被害者のアミナは強姦されたのではなく合意の下で性的関係を持ったと主張した。一方法務省自身は別の声明を発表し、法律と子ども（アミナ）のより高い利益を尊重して訴訟を行わないことを確約した。また民主主義女性権利連盟は、アミナ・エル・フィラリの夫が裁かれるように告訴した。一方、モロッコで最も人気のある日刊紙「アル・マッセ」は座談会を開催し、女性・家族・社会開発大臣（政府内で唯一の女性大臣）のバシマ・ハッカウイとアミナの遺族、さらにはレイプ犯とされるアミナの夫を招待し、世論の過熱を招いた。

## 法律の改正
その後2014年に刑法475条は改正され、結婚による免責条項は削除された。
モロッコ政府はアミナ・フィラリの自殺から1年後に法改正計画を発表した。その後2014年1月22日に法案が採決され、同年2月に施行された。